# (4334) Foo
(4334) Foo – planetoida z pasa głównego asteroid okrążająca Słońce w ciągu 5 lat i 204 dni w średniej odległości 3,14 j.a. Została odkryta 2 września 1983 roku w Europejskim Obserwatorium Południowym przez Henriego Debehogne. Nazwa planetoidy pochodzi od Lillian Foo (ur. 1972) która jest konsultantem Banku Światowego wspierającego program nadawania audycji radiowych w Ghanie, Kenii, Tanzanii i Ugandzie. Wcześniej była fotoreporterem The Straits Times w Singapurze. Nazwę zasugerował T. H. Burbine. Przed nadaniem oficjalnej nazwy planetoida nosiła oznaczenie tymczasowe 1983 RO3.